# Дедал (проєкт)

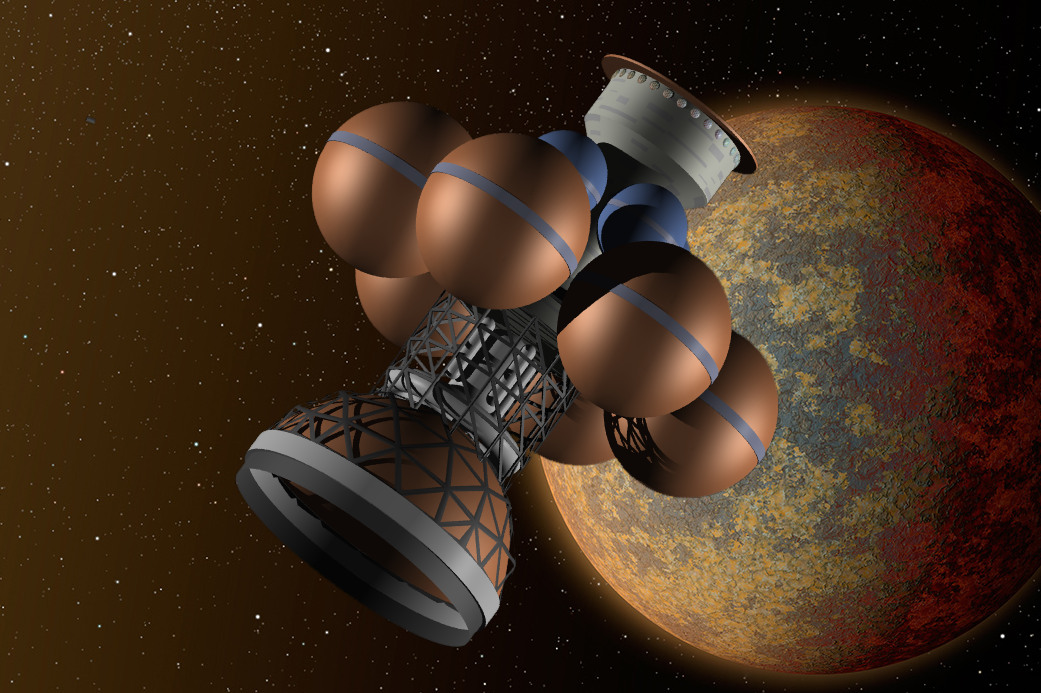
Концепція космічного апарату «Дедал»

Проєкт «Дедал» (названий на честь Дедала, грецького міфологічного конструктора, який створив крила для людських польотів) — це дослідження, проведене між 1973 і 1978 роками Британським міжпланетним товариством з метою розробки реалістичного безпілотного міжзоряного зонда . Оскільки зонд призначався переважно для наукових досліджень, критерії проєктування передбачали, що космічний апарат мав використовувати існуючі або найближчому в майбутньому створені технології і мав бути здатний досягти своєї мети протягом життя людини. Алан Бонд очолив команду вчених та інженерів, які запропонували використовувати термоядерний ракетний двигун для досягнення зорі Барнарда, що знаходиться на відстані 5,9 світлових років від нас. Подорож, за оцінками, мала тривати 50 років, але конструкція мала бути достатньо гнучкою, щоб її можна було відправити до будь-якої іншої зорі.
Усі статті, підготовлені в результаті дослідження, доступні в книзі BIS «Проєкт Дедал: Демонстрація інженерної можливості міжзоряних подорожей»(англ. Daedalus: Demonstrating the Engineering Feasibility of Interstellar Travel).

## Історія
Проєкт «Дедал» був реалізований Британським міжпланетним товариством у період з 1973 по 1978 рік як масштабне концептуальне інженерне дослідження, метою якого було продемонструвати технічну здійсненність створення безпілотного міжзоряного зонда, здатного досягти зорі Барнарда протягом життя людини. Ініціативу очолював інженер Алан Бонд; над проєктом працювала команда з тринадцяти волонтерів та фахівців, які підготували підсумковий звіт у вигляді спеціального випуску журналу Британського міжпланетного товариства. 
У контексті 1970-х років проєкт відображав інтерес того часу до концепцій міжзоряних польотів і можливостей термоядерних технологій: «Дедал» мав на меті показати, «як далеко» можна зайти в інженерних рішеннях, залишаючись в межах сучасних або найближчому майбутньому створених технологічних досягнень, а не вдаючись до чистої фантазії. Пізніші ініціативи, такі як проєкт «Ікар», розглядають «Дедала» як відправну точку для модернізації підходів та переоцінки реалістичності з урахуванням нових технічних і наукових даних.

## Технічний опис

### Загальна архітектура та маса
«Дедал» мав бути побудований на навколоземній орбіті, а його початкова маса становила 54 000 тонн, включаючи 50 000 тонн палива та 500 тонн наукового корисного навантаження. «Дедал» мав бути двоступеневим космічним кораблем. Перший ступінь працював би два роки, розганяючи космічний корабель до 7,1% швидкості світла (0,071 с ), а потім, після його скидання, другий ступінь працював би 1,8 року, розганяючи космічний корабель приблизно до 12% швидкості світла (0,12 с ), перш ніж його було б вимкнено на 46-річний крейсерський період.

### Рушійна сила та паливо
«Дедал» мав би рухатися за допомогою термоядерної ракети, що використовує гранули суміші дейтерію та гелію-3, які запалювалися б у реакційній камері за допомогою інерційного утримання електронних пучків . Система електронних пучків живилася б від набору індукційних котушок, що захоплюють енергію з потоку плазмових вихлопів. 250 гранул детонували б за секунду, а отримана плазма спрямовувалась би магнітним соплом. Розрахована частка згоряння для термоядерного палива становила 0,175 та 0,133, що забезпечувало б швидкість вихлопу 10 600. км/с та 9 210 км/с відповідно. Оскільки гелій-3 на Землі є дефіцитним, його планувалося видобувати з атмосфери Юпітера за допомогою великих роботизованих фабрик на повітряних кулях протягом 20 років або з менш віддаленого джерела, такого як Місяць .
Через екстремальний температурний діапазон, необхідний для експлуатації, від майже абсолютного нуля до 1600 K, корпус двигуна та опорна конструкція були б виготовлені з молібдену, сплавленого з титаном, цирконієм та вуглецем, який зберігає міцність навіть за кріогенних температур . Серйозним стимулом для проєкту стала концепція інерційно-утримувального термоядерного двигуна Фрідвардта Вінтерберга, за яку він отримав золоту медаль імені Германа Оберта.
Ця швидкість значно перевищує можливості хімічних ракет або навіть типу ядерного імпульсного двигуна, що вивчався під час проєкту «Оріон» . За словами доктора Тоні Мартіна, двигуни керованого синтезу та ядерно-електричні системи мають дуже низьку тягу, оскільки обладнання для перетворення ядерної енергії в електричну має велику масу, що призводить до малого прискорення, і для досягнення бажаної швидкості потрібно століття;  ядерні двигуни типу NERVA потребують великої кількості палива. Фотонні ракети повинні генерувати потужність зі швидкістю 3 × 109  Вт на кг маси транспортного засобу та потребують дзеркал з поглинальною здатністю менше 1 частини на 10⁶ . Проблемами міжзоряного прямоточного реактивного двигуна є розріджене міжзоряне середовище з щільністю близько 1 атом/см3, воронка великого діаметра та висока потужність, необхідна для його електричного поля. Таким чином, єдиним придатним методом руху для проєкту був термоядерний імпульсний двигун.
| Властивість               | Перший ступінь                   | Другий ступінь                      |
| ------------------------- | -------------------------------- | ----------------------------------- |
| Порожня вага              | 1,690 тон (на момент відділення) | 980 тон (на крейсерській швидкості) |
| Масса палива              | 46,000 тон                       | 4,000 тон                           |
| Час роботи двигуна        | 2,05 роки                        | 1,76 роки                           |
| Тяга                      | 7,540,000 ньютонів               | 663,000 ньютонів                    |
| Швидкість вихлопу двигуна | 10,600,000 м/с                   | 9,210,000 м/с                       |
| Дельта-v                  | 35,000,000 м/с (0,117с)          | 13,000,000 м/с (0,0432с)            |

### Наукове обладнання
Другий ступінь мав би два 5-метрові оптичні телескопи та два 20-метрові радіотелескопи . Приблизно через 25 років після запуску ці телескопи почали б досліджувати область навколо Зорі Барнарда, щоб дізнатися більше про будь-які супутні планети. Ця інформація надсилалася б на Землю за допомогою двигуна другого ступеня діаметром 40 метрів, який використовувався б як антена для зв'язку, і відбиралися б об'єкти, що представляють інтерес..
Оскільки космічний корабель не сповільнювався б, після досягнення Зорі Барнарда «Дедал» ніс би 18 автономних субзондів, які були б запущені за 7,2-1,8 роки до того, як основний корабель увійшов у цільову систему. Ці субзонди були б оснащені ядерними іонними двигунами та несли б камери, спектрометри та інше сенсорне обладнання. Субзонди пролітали б повз свої цілі, все ще рухаючись зі швидкістю 12% від швидкості світла, і передавали б свої результати назад на другий ступінь «Дедала», материнський корабель, для ретрансляції назад на Землю.. 

### Захист та обслуговування
Вантажний відсік корабля, що містить його субзонди, телескопи та інше обладнання, був би захищений від міжзоряного середовища під час перельоту берилієвим диском товщиною до 7 мм і вагою до 50 тонн. Цей захисний екран від ерозії був би виготовлений з берилію завдяки його легкості та високій прихованій теплоті випаровування. Більші перешкоди, які можуть зустрітися під час проходження через цільову систему, будуть розсіюватися штучно створеною хмарою частинок, викинутою допоміжними транспортними засобами, званими «пиловими жуками», приблизно за 200 км попереду транспортного засобу. Космічний корабель був би оснащений низкою роботів-охоронців, здатних самостійно ремонтувати пошкодження або несправності.

## Дивитись також
- Breakthrough Starshot
- Проєкт «Ікар»[en]
- Проєкт «Longshot»[en]
- Зоряний корабель «Енцманн»[en]